# Miliza Edwinowna Matje
Miliza Edwinowna Matje (russisch Милица Эдвиновна Матье; * 12. Julijul. / 24. Juli 1899greg. in St. Petersburg; † 8. April 1966 in Leningrad) war eine sowjetrussische Ägyptologin.

## Leben
Matje, Tochter eines eingebürgerten Engländers, besuchte das Mädchengymnasium in Kronstadt und begann 1918 in Petrograd das Studium in den Höheren Kursen für Frauen, die nach der Oktoberrevolution zur Universität Petrograd gehörten. In der Universität Petrograd hörte sie Vorlesungen von Boris Alexandrowitsch Turajew, Wassili Wassiljewitsch Struwe und Natalja Dawidowna Flittner. 1923 schloss sie das Studium ab.
Matje arbeitete von 1921 bis 1965 in der Leningrader Eremitage. Sie lehrte an der Universität Leningrad und an der Fakultät für Theorie und Geschichte der Bildenden Kunst des aus der Kaiserlichen Akademie der Künste entstandenen Repin-Instituts für Malerei, Bildhauerei und Architektur. Sie leitete ab 1933 die Abteilung Alter Osten der Eremitage als Nachfolgerin Wassili Wassiljewitsch Struwes. 1945 verteidigte sie mit Erfolg ihre Dissertation über die Kunst in Theben vom 21. bis zum 15. Jahrhundert v. Chr. für die Promotion zur Doktorin der Geschichtswissenschaften. 1947 wurde sie zur Professorin des Lehrstuhls für Geschichte des Alten Ostens der Universität Leningrad ernannt.
Matje erforschte die Religion und Kunst des Alten Ägyptens. Sie beteiligte sich an der Veröffentlichung der altägyptischen und koptischen Denkmäler in der Sammlung der Eremitage. Bei ihren Untersuchungen zur altägyptischen Mythologie folgte sie weitgehend Frazers Theorie des sterbenden und wiederauferstehenden Gottes. 1961 erschien ihr grundlegendes Werk über die Kunst des Alten Ägyptens. Sie formulierte eine Hypothese zum richtigen Lesen der Pyramidentexte. In ihrer historischen Erzählung Ein Tag eines ägyptischen Jungen erwähnte sie im Vorwort, dass sie nie in Ägypten gewesen war. Einige ihrer Bücher wurden in viele Sprachen übersetzt.
Matje war verheiratet in erster Ehe mit dem Afrikanisten Dmitri Alexejewitsch Olderogge (1903–1987) und in zweiter Ehe mit dem Ägyptologen Isidor Michailowitsch Lurje (1903–1958).

## Ehrungen
- Verdiente Künstlerin der RSFSR (1964)